# Maria Margaretha van Os
Maria Margaretha van Os (La Haya, 1779 - La Haya, 1862), fue una pintora neerlandesa de bodegones del siglo XIX .

## Biografía
Nació en La Haya hija de los pintores Jan van Os y Susanna de la Croix. Era la hermana menor de Pieter Gerardus van Os y la mayor de Georgius Jacobus Johannes van Os y Pieter Frederik van Os. Como sus hermanos, fue alumna de sus padres; su padre era pintor de paisajes y bodegones y su madre realizaba retratos al pastel. Es conocida por sus bodegones de fruta y flores. A partir del año 1826 fue un miembro honorario de la Koninklijke Academie voor Beeldende Kunsten de Ámsterdam.

## Galería

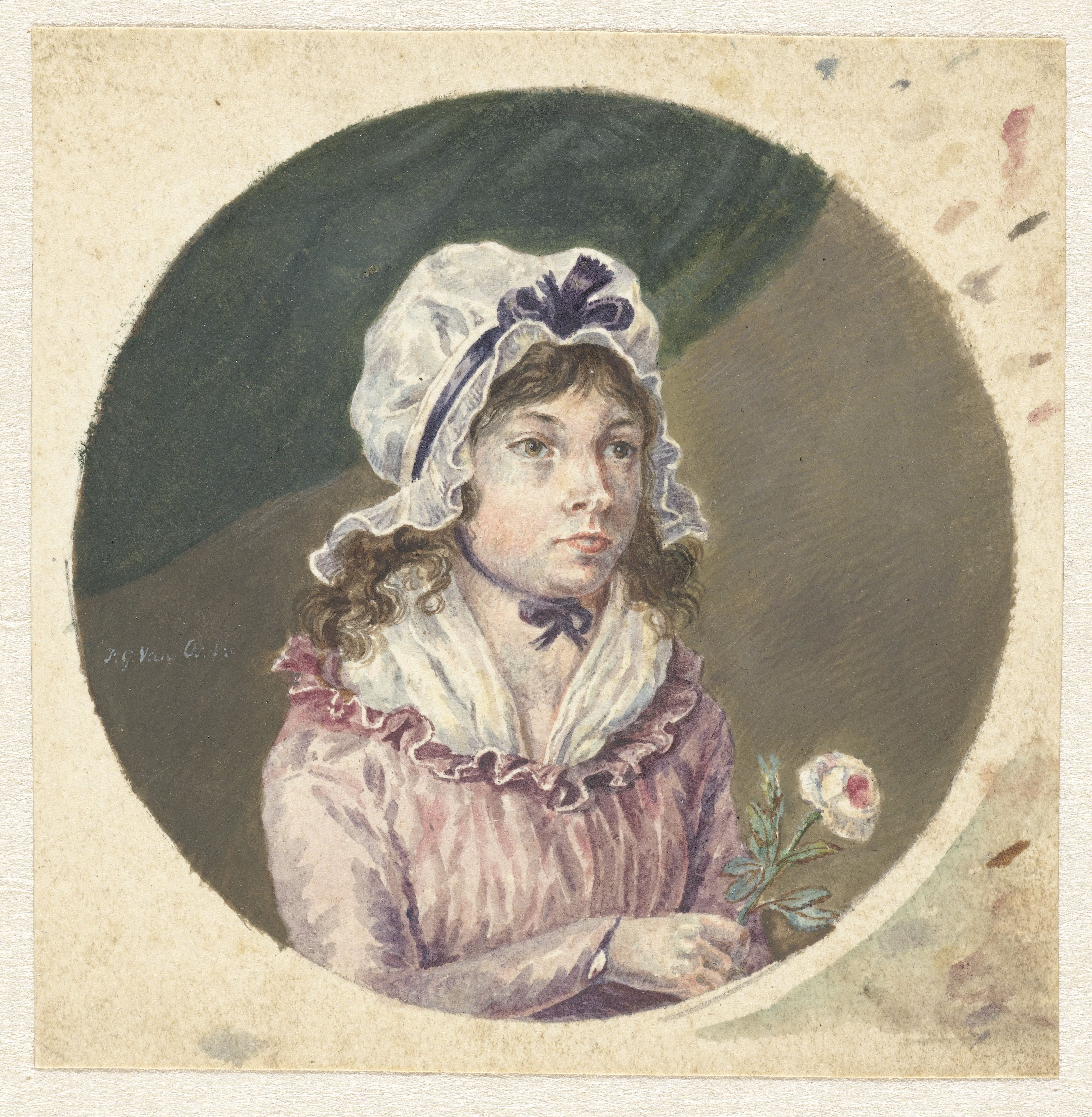
Retrato de Maria Margaretha van Os
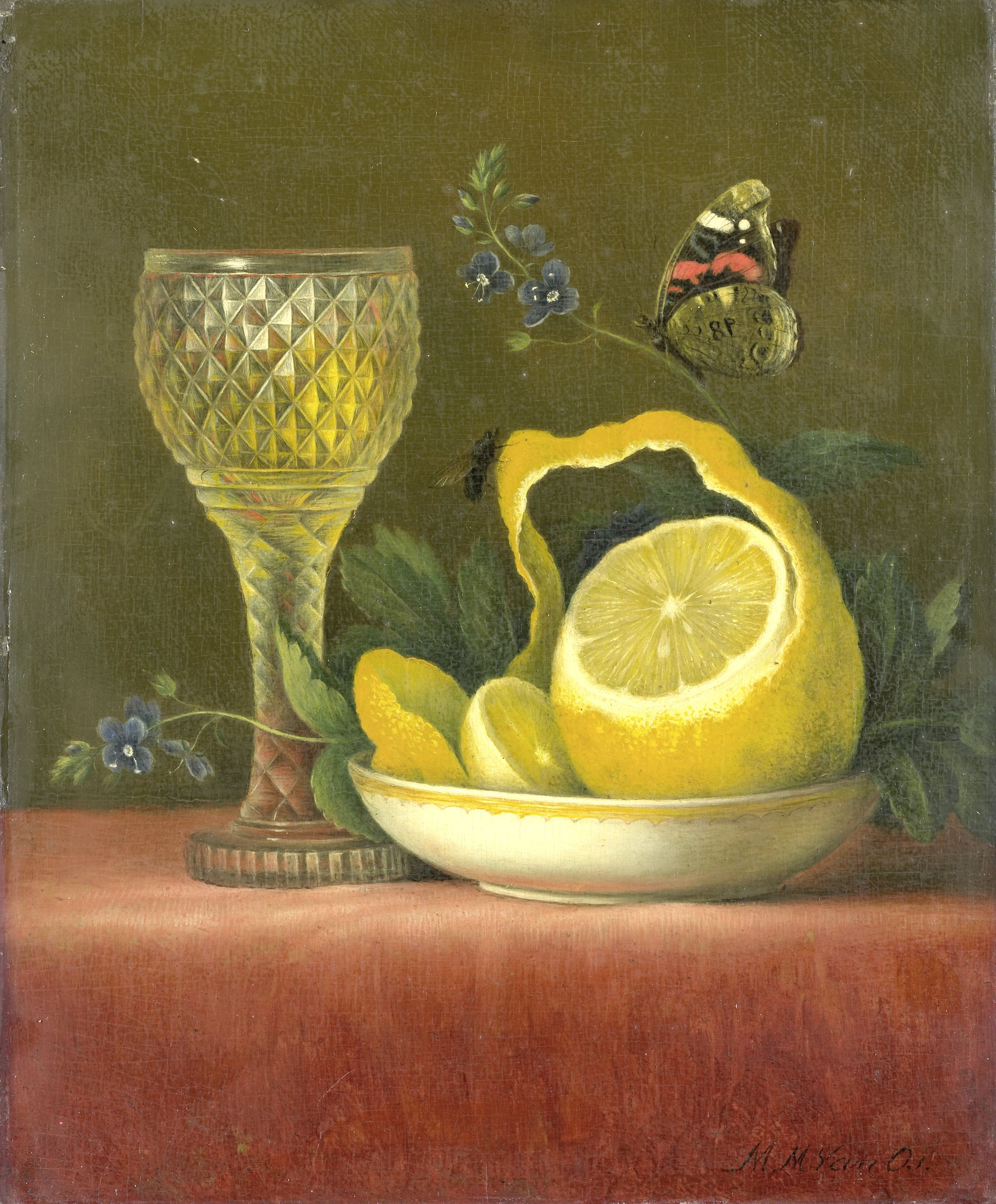
Stilleven met citroen en geslepen glas
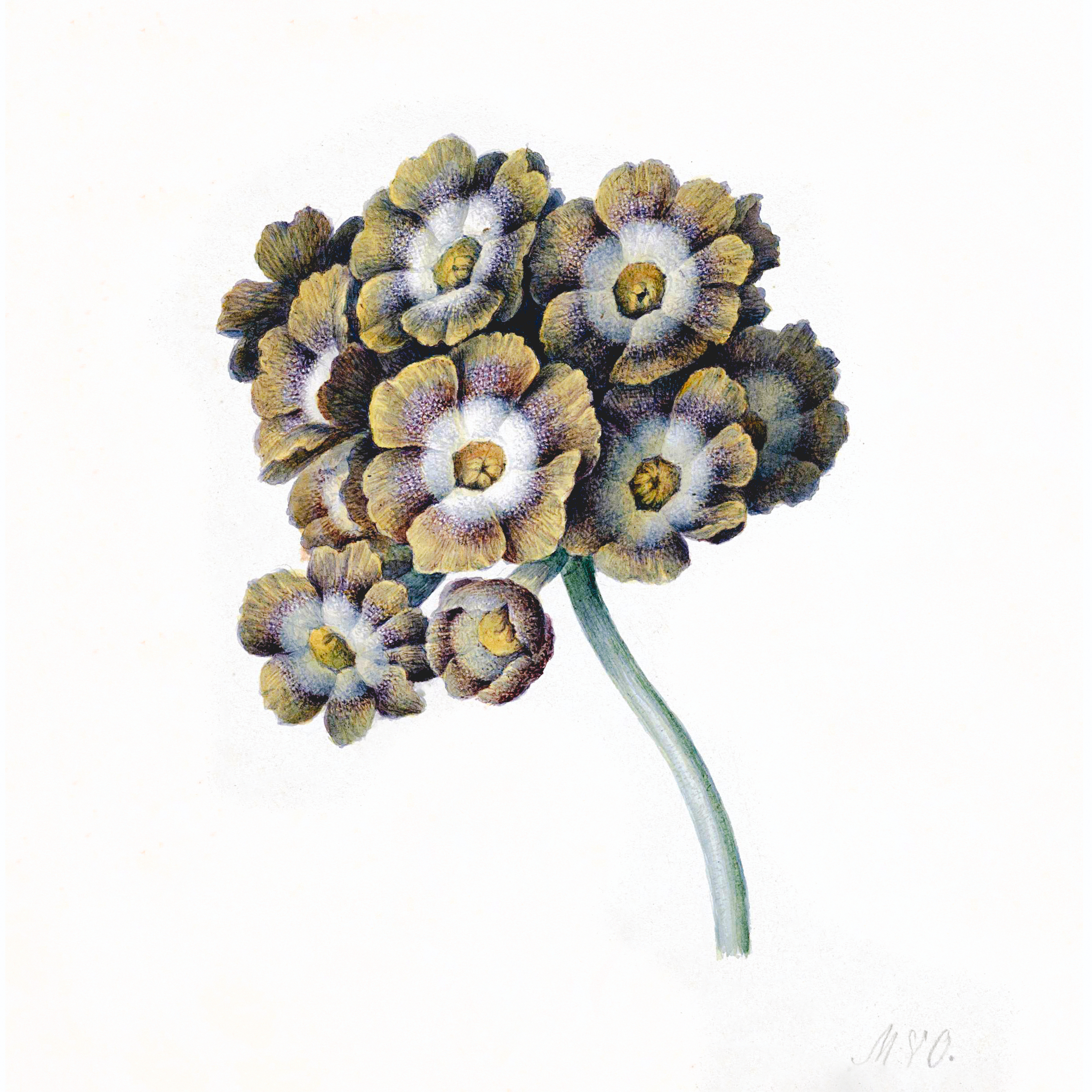
Bloemenstudie